# NGC 6231
NGC 6231 je otvoreni skup u zviježđu Škorpionu. 
Otkrio ga je Giovanni Battista Hodierna 1654. godine i katalogizirao kao Luminosae. Poslije su ga neovisno od Hodierne otkrili Edmond Halley (1678.), pa Jean-Philippe de Chéseaux (1745. – 1746.) te Nicolas Louis de Lacaille (1751. – 1752.).

## Vanjske poveznice
- (engl.) SEDS: NGC 6231
- (engl.) Hartmut Frommert: Revidirani Novi opći katalog
- (engl.) Izvangalaktička baza podataka NASA-e i IPAC-a
- (engl.) Astronomska baza podataka SIMBAD
- (engl.) VizieR
- (engl.) Auke Slotegraaf: NGC 6231 Deep Sky Observer's Companion
- (engl.) Courtney Seligman: Objekti Novog općeg kataloga: NGC 6200 - 6249